# Viscount Head
Viscount Head, of Throope in the County of Wilts, ist ein erblicher britischer Adelstitel in der Peerage of the United Kingdom. 
Stammsitz der Familie ist Throope Manor, in der Nähe von Salisbury, Wiltshire.

## Verleihung
Der Titel wurde am 2. August 1960 für Unterhausabgeordneten Anthony Head geschaffen, der als Kriegs- und Verteidigungsminister im Vereinigten Königreich tätig gewesen war.

## Liste der Viscounts Head (1960)
- Antony Henry Head, 1. Viscount Head (1906–1983)
- Richard Antony Head, 2. Viscount Head (* 1937)

Titelerbe (Heir apparent) ist der älteste Sohn des jetzigen Viscounts, Hon. Henry Julian Head (* 1980).